# 奥莱萨-德博内斯瓦尔斯
奥莱萨-德博内斯瓦尔斯，是西班牙加泰罗尼亚巴塞罗那省的一个市镇。总面积31平方公里，总人口1720人（2013年），人口密度41人/平方公里。